# Diplocephalus pullinus
Diplocephalus pullinus är en spindelart som beskrevs av Simon 1918. Diplocephalus pullinus ingår i släktet Diplocephalus och familjen täckvävarspindlar.
Artens utbredningsområde är Frankrike. Inga underarter finns listade i Catalogue of Life.